# Moruka River
Moruka River är ett vattendrag i Guyana. Det ligger i den norra delen av landet, 120 km nordväst om huvudstaden Georgetown.